# ASA (automerk)

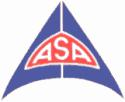

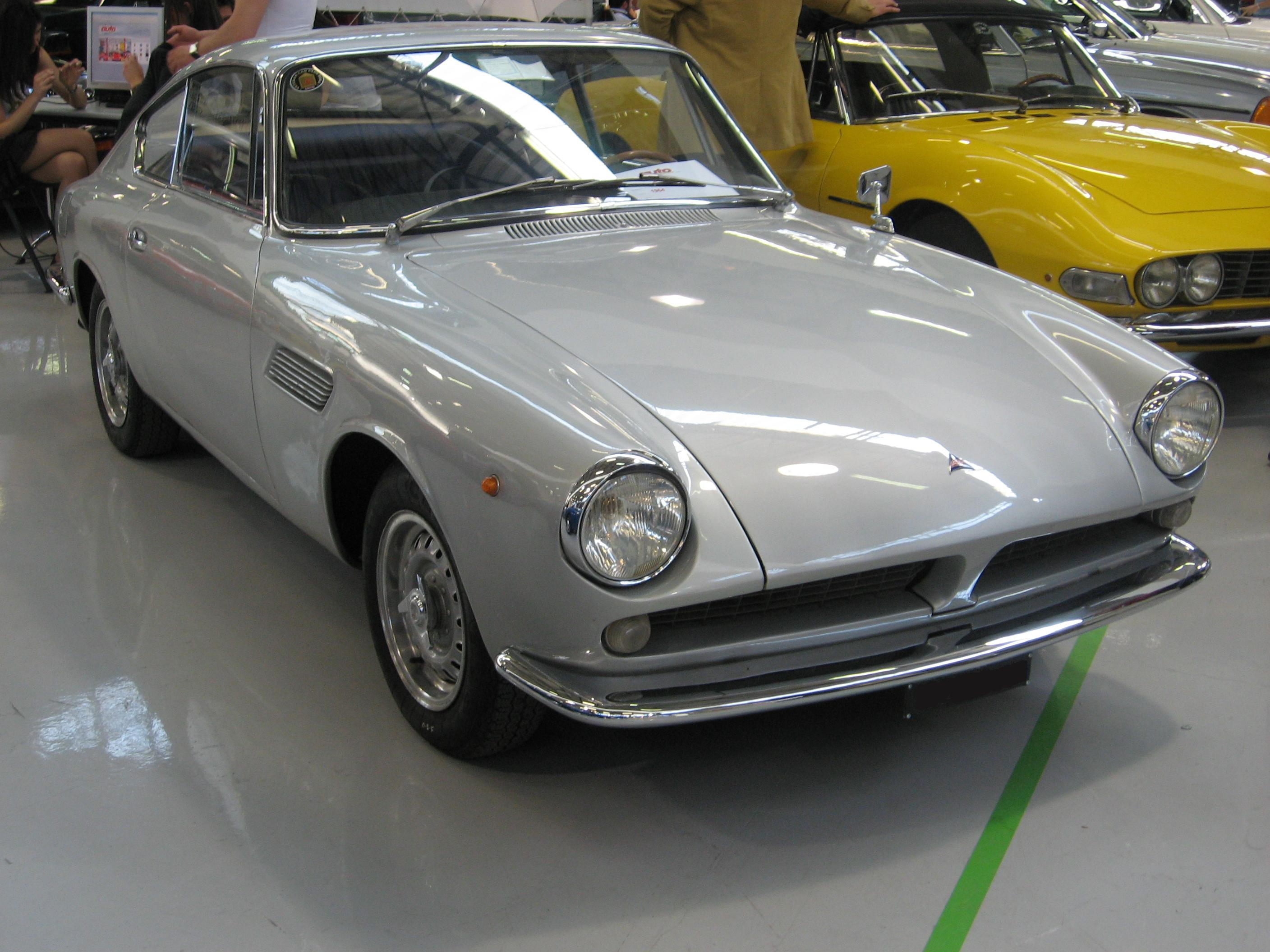
ASA 1000 GT Coupé

ASA was een Italiaans automerk dat bestond tussen 1962 en 1969.
Op de autosalon van Turijn 1961 stelde Bertone de Mille voor. Een prototype van een lichte sportwagen waarvan de carrosserie was ontworpen door Giorgetto Giugiaro en de mechanische onderdelen door Giotto Bizzarrini van Ferrari. Enzo Ferrari wilde de wagen echter niet produceren en dus werd een nieuw automerk opgericht, Autocostruzione Societa per Azione (ASA).
Op de autosalon van Turijn 1962 werd de ASA 1000GT voorgesteld, de uiteindelijke versie van de Mille. De wagen, bijgenaamd Ferrarina, had een 1032 cc DOHC motor met een maximaal vermogen van 95 pk en een carrosserie van fiberglas. Giotto Bizzarrini bouwde na het verlaten van Ferrari de ASA 1000 GTC, een raceversie van de 1000GT die onder andere werd ingezet in de Targa Florio.
Op de Autosalon van Genève 1966 werd de ASA 613 RB voorgesteld. Slechts drie exemplaren werden gebouwd en de wagen deed in 1966 mee aan de 24 uur van Le Mans.